# NGC 4696B
NGC 4696B is een elliptisch sterrenstelsel in het sterrenbeeld Centaur. Het hemelobject werd op 7 mei 1826 ontdekt door de Schotse astronoom James Dunlop.

## Synoniemen
- ESO 322-81
- MCG -7-26-45
- DCL 205
- IRAS 12446-4058
- PGC 43155